# Jozef Massy
Jozef Massy (Sint-Niklaas, 20 augustus 1914 - Duffel, 28 februari 2011) was een Belgisch kajakker.

## Levensloop
Massy nam in de jaren 1940 deel aan wedstrijden. Hij eindigde samen met Hilaire Deprez op de achtste plaats in de tweemans kajak in de 10000m wedstrijd op de Olympische Spelen van 1948 in Londen.
Massy was actief als trainer van de Koninklijke Kortrijkse Yacht & Kano Club. Hij was gehuwd met Anna Van Marcke, die eveneens actief was in het kajakken.